# IC 2507
IC 2507 је галаксија у сазвјежђу Шмрк (Пумпа) која се налази на листи објеката дубоког неба у Индекс каталогу.
Деклинација објекта је - 31° 47' 26" а ректасцензија 9h 44m 33,6s. Привидна величина (магнитуда) објекта IC 2507 износи 12,7 а фотографска магнитуда 13,3. IC 2507 је још познат и под ознакама ESO 434-31, MCG -5-23-9, AM 0942-313, PGC 27903.